# Södertörns marinregemente
Södertörns marinregemente (SMR) var en kustartilleribrigad inom svenska kustartilleriet som verkade i olika former åren 1956–2000. Förbandsledningen var krigsplacerad till Järflotta söder om Nynäshamn.

## Historik
Roslagens marinregemente bildades 1956 som Tredje kustartilleribrigaden (KAB 3). Brigaden löd då i fredsorganisationen under Vaxholms kustartilleriregemente, men var ett självständigt förband i krigsorganisationen. Brigaden som utgjordes inledningsvis i krigsorganisationen av en stab på Järflotta och tre spärrbataljoner, Ornö, Mellsten, Askö. Den 1 juli 1994 avskiljdes brigaden även i fredsorganisationen från regementet och omorganiserades till Södertörns marinbrigad (SMB).
Södertörnsgruppen bildades den 1 juli 1994, då som Södertörns marinbrigad (SMB), jämte Roslagens marinbrigad, och som ett resultat av att Ostkustens marinkommando (MKO) bildades 1990. Detta som en fortsättning av integration av marina förband på lägre nivå, där bland annat kustartilleribrigaderna omorganiserades till marinbrigader. Med det sammanslogs bland annat flottans basförband och kustartilleriets brigadunderhållsförband, och kom att ingå i marinbrigaderna. 
Den 1 januari 1998 reducerades krigsorganisationen inom kustartilleriet, varvid Södertörns marinbrigad reducerades till regemente, och fick det nya namnet Södertörns marinregemente (SMR). Regementet avvecklades den 30 juni 2000 i samband med försvarsbeslutet 2000.

## Ingående enheter
| Tredje kustartilleribrigaden (1956) - Stab på Järflotta - Spärrbataljon Ornö, med stab på Bodskär - 1x 10,5/50 batteri - 3x lätta batterier - 2x minspärrtroppar - Spärrbataljon Mellsten, med stab på Nåttarö - 1x 10,5/50 batteri - 4x lätta batterier - 3x minspärrtroppar - Spärrbataljon Askö, med stab Torö - 1x tungt batteri - 2x lätta batterier - 1x minspärrtroppar - 2x rörliga 10,5/42 batterier - 2x luftvärnskompanier för skydd av Södertörnsbasen (SörB) - 3x cykelskyttebataljoner ur Stockholms försvarsområde (Fo 44). - 3. skärgårdsbataljonen ur Hemvärnet | Tredje kustartilleribrigaden (1984) - Stab på Järflotta - Spärrbataljon Ornö, med stab på Bodskär - 1x tungt batteri - 1x lätt batteri - 2x minspärrtroppar - Spärrbataljon Mellsten, med stab på Nåttarö - 1x tungt batteri - 1x lätta batterier - 3x minspärrtroppar - Spärrbataljon Askö, med stab Torö - 1x tungt 12/70 batteri - 1x lätta batterier - 1x minspärrtroppar - Kustjägarkompani - 3x cykelskyttebataljoner ur Stockholms försvarsområde (Fo 44). - 1x fördelningsingenjörkompani - founderhållskompani - värnkompanier |

| Södertörns marinbrigad - Stab på Järflotta - Kustförsvarsbataljonen Askö - Kustförsvarsbataljonen Mellsten - 2. amfibiebataljonen - Marinunderhållsbataljon Södertörn - 2x försvarsområdesbataljoner ur Stockholms försvarsområde (Fo 44). - Foingenjörskompani, värnkompanier och hemvärnsförband | Södertörns marinregemente - Stab på Järflotta - 2. amfibiebataljonen - Marinunderhållsbataljon Södertörn - 2x försvarsområdesbataljon ur ur Stockholms försvarsområde (Fo 44). - Foingenjörkompani, värnkompanier och hemvärnsförband |

## Heraldik och traditioner
Regementets heraldiska vapen beskrivs genom blasoneringen Fältet kluvet av guld, vari ett störtat svart ankare och blått, vari ett ankare överlagt två korslagda kanoneldrör av äldre modell, allt i guld. Skölden krönt av en kunglig krona.
Den 1 juli 2000 bildades Södertörnsgruppen, bestående av två bataljoner, Södertörns hemvärnsbataljon och Roslagens hemvärnsbataljon. Södertörns hemvärnsbataljon var traditionsvårdare av Södertörns marinbrigad. År 2017 (eller 2018) överfördes traditionerna till Södertörnsgruppen, det efter beslut att hemvärnsbataljonerna skall bära Amfibieregementets märke som förbandstecken. Regementets förbandsmarsch ärvdes av Södertörnsgruppen, som även övertog det heraldiska vapnet, med den skillnad att vapnet lades över två korslagda svärd.

## Förbandschefer
- 1956–1994: ???
- 1994–1995: Överste Håkan Beskow
- 1996–2000: Överste Jan-Axel Thomelius

## Namn, beteckning och förläggningsort
| Tredje kustartilleribrigaden | 1956-??-?? | – | 1994-06-30 |
| Södertörns marinbrigad       | 1994-07-01 | – | 1997-12-31 |
| Södertörns marinregemente    | 1998-01-01 | – | 2000-06-30 |

| KAB 3 | 1956-??-?? | – | 1994-06-30 |
| SMB   | 1994-07-01 | – | 1997-12-31 |
| SMR   | 1998-01-01 | – | 2000-06-30 |

| Järflotta (F) | 1956-??-?? | – | 2000-06-30 |